# Vissum
Vissum is een plaats en voormalige gemeente in de Duitse deelstaat Saksen-Anhalt, en maakt deel uit van de Landkreis Altmarkkreis Salzwedel.
Vissum telt 251 inwoners.

## Geschiedenis
Vissum wordt voor het eerst in 1289 in een oorkonde genoemd.

## Indeling voormalige gemeente
De voormalige gemeente bestond naast de kern Vissum uit de volgende Ortsteile:
- Kassuhn sinds 15-3-1974
- Schernikau sinds 15-3-1974